# Caricias al alma
Caricias al alma es el tercer disco de David Bustamante. Se lanzó por Vale Music el 10 de mayo de 2005 en España y por Universal Music el 2 de agosto de 2005 en Latinoamérica. 

## Antecedentes y promoción
Fue producido por Pablo Pinilla y en él se incluyen los sencillos «Devuélveme la vida», «Mi manera de amarte» y «Baila la tierra». Los dos primeros tuvieron videoclip mientras que el tercero sólo fue usado para promoción de radio y televisión.[cita requerida]

## Recepción
Fue número 1 en la lista de ventas española durante 4 semanas consecutivas.[cita requerida] El álbum permanece en dicha lista un total de 21 semanas con más de 150.000 copias vendidas.[cita requerida] En su tercera semana el disco alcanzó la certificación de disco de platino que otorgaba AFYVE, hoy PROMUSICAE.[cita requerida] En Venezuela consiguió en el verano de su año de lanzamiento un disco de oro por las ventas de más de 5.000 copias en el país.[cita requerida]

## Listado de canciones
| N.º | Título                     | Duración |  |
| 1.  | «Mi manera de amarte»      | 4:26     |  |
| 2.  | «Devuélveme la vida»       | 3:52     |  |
| 3.  | «Con otro amor»            | 4:21     |  |
| 4.  | «Ahora que ya no eres mía» | 3:41     |  |
| 5.  | «Maldita soledad»          | 3:40     |  |
| 6.  | «Mi colección de amores»   | 4:02     |  |
| 7.  | «Viviste enamorada»        | 3:20     |  |
| 8.  | «El precio de este amor»   | 3:57     |  |
| 9.  | «Enamorados»               | 4:06     |  |
| 10. | «Baila la tierra»          | 3:16     |  |

## Posicionamiento en las listas
| Listas (2005)          | Mejor posición |
| ---------------------- | -------------- |
| España Top 100 álbumes | 1              |

| Listas (2005)         | Mejor posición |
| --------------------- | -------------- |
| España Top 50 álbumes | 19             |

## Certificaciones
| País   | Organismo certificador | Certificación | Ventas certificadas | Ref   |
| ------ | ---------------------- | ------------- | ------------------- | ----- |
| España | PROMUSICAE             | Platino       | 100 000             | [ 4 ] |